# Carolyn Cooper
Carolyn Joy Cooper (* 1950 in Kingston, Jamaika) ist eine jamaikanische Hochschullehrerin und Autorin. Sie ist Professorin für Literatur und Cultural Studies an der University of the West Indies (UWI) in Mona, Jamaika. 

## Werdegang
Cooper studierte selbst zunächst an der UWI Englische Literatur. Nachdem sie dort mit dem Bachelor of Arts abgeschlossen hatte, setzte sie ihr Studium an der University of Toronto in Kanada fort, wo sie ihren Master of Arts machte und zur Doktorin der Philosophie (Ph.D.) promovierte. 
Seit ihrer Berufung zur Dozentin an der UWI hält Cooper Lehrveranstaltungen zu karibischer, afrikanischer und afroamerikanischer Literatur und Kultur und beschäftigt sich seit über 20 Jahren auch mit der Forschung zu unterschiedlichen Facetten des Reggae und seinen kulturellen Hintergründen. Sie ist an der UWI ferner als Direktorin des Instituts für Caribbean Studies tätig, sowie auch als Koordinatorin des International Reggae Studies Centre, eines von ihr 1992 initiierten akademischen Projekts. Erstmals 2007 veranstaltete Cooper an der UWI die Global Reggae Conference, bei der Akademiker, Musiker und Reggae-Fans sich trafen und regionale Unterschiede in der Produktion und Rezeption von Reggae diskutierten.
In ihren Büchern Noises In The Blood (1993) und Sound Clash (2004) thematisierte sie vor allem die Konstruktion von Geschlechterrollen in der Dancehall-Kultur, die sie im Verhältnis zur jamaikanischen Gesellschaft im Allgemeinen betrachtet. Gemeinsam mit Eleanor Wint veröffentlichte sie 2003 die Essay-Sammlung Bob Marley: The Man and His Music, die aus einem 1995 zu Ehren des 50. Geburtstags von Bob Marley veranstalteten Symposium hervorging. 
Cooper wurde einer breiteren Öffentlichkeit durch ihre in den 1990er Jahren im Jamaica Observer erschienene, wöchentliche Kolumne (W)uman Tong(ue) bekannt, die zweisprachig in englischer und jamaikanischer Sprache geschrieben war. Auch seitdem beschränkt Cooper sich nicht auf das akademische Umfeld, sie schreibt eine regelmäßige Kolumne im Jamaica Gleaner und ist Moderatorin der von der Public Broadcasting Corporation of Jamaica ausgestrahlten Fernsehsendung Big People Sup’m.
2019 wurde sie in die Anthologie New Daughters of Africa von Margaret Busby aufgenommen. 2024 erhielt Cooper die Musgrave-Medaille in Gold.

## Werke (Auswahl)
- Carolyn J. Cooper, Noises In The Blood: Orality, Gender, and the "Vulgar" Body of Jamaican Popular Culture, London 1993.
- Eleanor Wint, Carolyn J. Cooper, Bob Marley: The Man and His Music, Kingston 2003.
- Carolyn J. Cooper, Sound Clash: Jamaican Dancehall Culture at Large, New York 2004.